# Nastro d'argento a la millor actriu protagonista
El Nastro d'argento (Cinta de plata) és un premi cinematogràfic assignat cada any, des de 1946, pel Sindicat Nacional de Periodistes Cinematogràfics Italians (SNGCI), l'associació de crítics de cinema italians. Aquesta és la llista dels guanyadors del Nastro d'argento a la millor actriu protagonista. Mariangela Melato i Margherita Buy són les actrius que han guanyat més vegades aquest premi a la millor actriu (cinc cops), seguides d'Anna Magnani guanyadora de quatre premis.

## Guanyadores
| Any     | Actriu             | Actriu                 | Pel·lícula                                                      | Referència |
| ------- | ------------------ | ---------------------- | --------------------------------------------------------------- | ---------- |
| 1945—46 |                    | Clara Calamai          | L’adultera                                                      | [ 6 ]      |
| 1946—47 |                    | Alida Valli            | Eugenia Grandet                                                 | [ 7 ]      |
| 1947—48 |                    | Anna Magnani           | L'onorevole Angelina                                            | [ 7 ]      |
| 1948—49 |                    | Anna Magnani           | L'amore                                                         | [ 8 ]      |
| 1949—50 |                    | No assignat            |                                                                 | [ 8 ]      |
| 1950—51 |                    | Pier Angeli            | Domani è troppo tardi                                           | [ 8 ]      |
| 1951—52 |                    | Anna Magnani           | Bellíssima                                                      | [ 9 ]      |
| 1952—53 |                    | Ingrid Bergman         | Еuropа 51                                                       | [ 9 ]      |
| 1953—54 |                    | Gina Lollobrigida      | Pane, amore e fantasia                                          | [ 9 ]      |
| 1954—55 |                    | Silvana Mangano        | Arròs amarg                                                     | [ 10 ]     |
| 1955—56 |                    | No assignat            |                                                                 | [ 10 ]     |
| 1957    |                    | Anna Magnani           | Suor Letizia - Il più grande amore                              | [ 11 ]     |
| 1958    |                    | Giulietta Masina       | Les nits de la Cabiria                                          | [ 11 ]     |
| 1959    |                    | No assignat            |                                                                 | [ 11 ]     |
| 1960    |                    | Eleonora Rossi Drago   | Estate violenta                                                 | [ 12 ]     |
| 1961    |                    | Sophia Loren           | La ciociara                                                     | [ 12 ]     |
| 1962    |                    | No assignat            |                                                                 | [ 12 ]     |
| 1963    |                    | Gina Lollobrigida      | Venus imperial                                                  | [ 13 ]     |
| 1964    |                    | Silvana Mangano        | Il processo di Verona                                           | [ 13 ]     |
| 1965    |                    | Claudia Cardinale      | La ragazza di Bube                                              | [ 14 ]     |
| 1966    |                    | Giovanna Ralli         | La fuga                                                         | [ 14 ]     |
| 1967    |                    | Lisa Gastoni           | Svegliati e uccidi                                              | [ 14 ]     |
| 1968    |                    | No assignat            |                                                                 | [ 15 ]     |
| 1969    |                    | Monica Vitti           | La ragazza con la pistola                                       | [ 15 ]     |
| 1970    |                    | Paola Pitagora         | Senza sapere niente di lei                                      | [ 16 ]     |
| 1971    |                    | Ottavia Piccolo        | Metello                                                         | [ 16 ]     |
| 1972    |                    | Mariangela Melato      | La classe obrera va al paradís                                  | [ 16 ]     |
| 1973    |                    | Mariangela Melato      | Mimì metallurgico ferito nell'onore                             | [ 17 ]     |
| 1974    |                    | Laura Antonelli        | Malizia                                                         | [ 18 ]     |
| 1975    |                    | Lisa Gastoni           | Amore amaro                                                     | [ 18 ]     |
| 1976    |                    | Monica Vitti           | L'anatra all'arancia                                            | [ 18 ]     |
| 1977    |                    | Mariangela Melato      | Caro Michele                                                    | [ 19 ]     |
| 1978    |                    | Sophia Loren           | Una jornada particular                                          | [ 19 ]     |
| 1979    |                    | Mariangela Melato      | Dimenticare Venezia                                             | [ 20 ]     |
| 1980    |                    | Ida Di Benedetto       | Immacolata e Concetta, l'altra gelosia                          | [ 20 ]     |
| 1981    |                    | Mariangela Melato      | Aiutami a sognare                                               | [ 21 ]     |
| 1982    |                    | Eleonora Giorgi        | Borotalco                                                       | [ 21 ]     |
| 1983    |                    | Giuliana De Sio        | Io, Chiara e lo Scuro                                           | [ 22 ]     |
| 1984    |                    | Lina Sastri            | Mi manda Picone                                                 | [ 22 ]     |
| 1985    |                    | Claudia Cardinale      | Claretta                                                        | [ 23 ]     |
| 1986    |                    | Giulietta Masina       | Ginger i Fred                                                   | [ 24 ]     |
| 1987    |                    | Valeria Golino         | Storia d'amore                                                  | [ 24 ]     |
| 1988    |                    | Ornella Muti           | Io e mia sorella                                                | [ 25 ]     |
| 1989    |                    | Ornella Muti           | Codice privato                                                  | [ 25 ]     |
| 1990    |                    | Virna Lisi             | Buon Natale... buon anno                                        | [ 26 ]     |
| 1991    |                    | Margherita Buy         | La stazione                                                     | [ 26 ]     |
| 1992    |                    | Francesca Neri         | Pensavo fosse amore invece era un calesse                       | [ 27 ]     |
| 1993    |                    | Antonella Ponziani     | Verso sud                                                       | [ 27 ]     |
| 1994    |                    | Chiara Caselli         | Dove siete? Io sono qui                                         | [ 28 ]     |
| 1995    |                    | Sabrina Ferilli        | La bella vita                                                   | [ 28 ]     |
| 1996    |                    | Anna Bonaiuto          | L'amore molesto                                                 | [ 29 ]     |
| 1997    |                    | Iaia Forte             | Luna e l'altra                                                  | [ 30 ]     |
| 1997    |                    | Virna Lisi             | Va' dove ti porta il cuore                                      | [ 30 ]     |
| 1998    |                    | Francesca Neri         | Carne trémula                                                   | [ 30 ]     |
| 1999    |                    | Giovanna Mezzogiorno   | Del perduto amore                                               | [ 31 ]     |
| 2000    |                    | Licia Maglietta        | Pane e tulipani                                                 | [ 31 ]     |
| 2001    |                    | Margherita Buy         | Le fate ignoranti                                               | [ 31 ]     |
| 2002    |                    | Valeria Golino         | Respiro                                                         | [ 31 ]     |
| 2003    |                    | Giovanna Mezzogiorno   | La finestra di fronte i Ilaria Alpi - Il più crudele dei giorni | [ 31 ]     |
| 2004    |                    | Jasmine Trinca         | La meglio gioventù                                              | [ 31 ]     |
| 2004    | Adriana Asti       |                        | La meglio gioventù                                              | [ 31 ]     |
| 2004    | Sonia Bergamasco   |                        | La meglio gioventù                                              | [ 31 ]     |
| 2004    | Maya Sansa         |                        | La meglio gioventù                                              | [ 31 ]     |
| 2005    |                    | Laura Morante          | L'amore è eterno finché dura                                    | [ 31 ]     |
| 2006    |                    | Katia Ricciarelli      | La seconda notte di nozze                                       | [ 31 ]     |
| 2007    |                    | Margherita Buy         | Il caimano i Saturno contro                                     | [ 31 ]     |
| 2008    |                    | Margherita Buy         | Giorni e nuvole                                                 | [ 31 ]     |
| 2009    |                    | Giovanna Mezzogiorno   | Vincere                                                         | [ 31 ]     |
| 2010    |                    | Micaela Ramazzotti     | La prima cosa bella                                             | [ 31 ]     |
| 2010    | Stefania Sandrelli |                        | La prima cosa bella                                             | [ 31 ]     |
| 2011    |                    | Alba Rohrwacher        | La solitudine dei numeri primi                                  | [ 32 ]     |
| 2012    |                    | Micaela Ramazzotti     | Posti in piedi in paradiso i Il cuore grande delle ragazze      | [ 33 ]     |
| 2013    |                    | Jasmine Trinca         | Miele i Un giorno devi andare                                   | [ 34 ]     |
| 2014    |                    | Kasia Smutniak         | Allacciate le cinture                                           | [ 35 ]     |
| 2015    |                    | Margherita Buy         | Mia madre                                                       | [ 36 ]     |
| 2016    |                    | Valeria Bruni-Tedeschi | La pazza gioia                                                  | [ 37 ]     |
| 2016    | Micaela Ramazzotti |                        | La pazza gioia                                                  | [ 37 ]     |
| 2017    |                    | Jasmine Trinca         | Fortunata                                                       | [ 38 ]     |
| 2018    |                    | Elena Sofia Ricci      | Lorо                                                            | [ 39 ]     |
| 2019    |                    | Anna Foglietta         | Un giorno all'improvviso                                        | [ 40 ]     |
| 2020    |                    | Jasmine Trinca         | La dea fortuna                                                  | [ 41 ]     |

## Actrius més premiades
| Número de victòries | Vencedora            | Any                          |
| ------------------- | -------------------- | ---------------------------- |
| 5                   | Margherita Buy       | 1991, 2001, 2007, 2008, 2015 |
| 5                   | Mariangela Melato    | 1972, 1973, 1977, 1979, 1981 |
| 4                   | Anna Magnani         | 1948, 1949, 1952, 1957       |
| 4                   | Jasmine Trinca       | 2004, 2013, 2017 2020        |
| 3                   | Giovanna Mezzogiorno | 1999, 2003, 2009             |
| 3                   | Micaela Ramazzotti   | 2010, 2012, 2016             |
| 2                   | Lisa Gastoni         | 1967, 1975                   |
| 2                   | Valeria Golino       | 1987, 2002                   |
| 2                   | Virna Lisi           | 1990, 1997                   |
| 2                   | Gina Lollobrigida    | 1953, 1963                   |
| 2                   | Sophia Loren         | 1961, 1978                   |
| 2                   | Silvana Mangano      | 1955, 1964                   |
| 2                   | Giulietta Masina     | 1958, 1986                   |
| 2                   | Ornella Muti         | 1988, 1989                   |
| 2                   | Francesca Neri       | 1992, 1998                   |
| 2                   | Monica Vitti         | 1969, 1976                   |